# トレイボン・ディグス
- トレボン・ディグス

トレイボン・デショーン・ディグス（Trevon De'sean Diggs, 1998年9月20日 - ）は、アメリカ合衆国メリーランド州ゲイザースバーグ出身のプロアメリカンフットボール選手。NFLのダラス・カウボーイズに所属している。ポジションはコーナーバック。同じくNFL選手で、バッファロー・ビルズに所属しているステフォン・ディグスは実兄である。

## 経歴

### カレッジ
アラバマ大学に進学し、当初はキックリターナーとしてプレーしていたが、2年目の2017年シーズンよりコーナーバックに転向した。4年間プレーした後、2020年のNFLドラフトへエントリーした。

### ダラス・カウボーイズ
| 6 ft 1+3⁄8 in (186 cm)      | 205 lb (93 kg) | 32+3⁄4 in (83 cm) | 9+3⁄8 in (24 cm) | 4.42 s |
| All values from NFL Combine |                |                   |                  |        |

ドラフト全体51位でダラス・カウボーイズから指名され、その後ルーキー契約を結んだ。

#### 2020年シーズン
チームで前年までコーナーバックの先発を務めていたバイロン・ジョーンズが移籍したため、開幕から先発起用された。第4週のクリーブランド・ブラウンズ戦でベイカー・メイフィールドからキャリア初のサックを記録した。このシーズンは12試合に出場したが、膝や肩の怪我に苦しんだ。

#### 2021年シーズン
第3週のフィラデルフィア・イーグルス戦にてジェイレン・ハーツからキャリア初のタッチダウンを記録。9月のNFC月間最優秀守備選手に選出された。また、NFLタイ記録となるシーズン開幕から6試合連続のインターセプトを記録した。このシーズンは最終的に56タックル、NFL最多となる11インターセプトを記録し、自身初となるプロボウル、オールプロファーストチームに選出された。

#### 2022年シーズン
全17試合に先発出場し、59タックル、3インターセプト、14パスディフレクションを記録して、2年連続のプロボウルに選出された。

#### 2023年シーズン
2023年7月25日、カウボーイズと4,230万ドルが保証され、最大で総額1億400万ドルとなる、5年9,700万ドルの契約延長に合意した。第2週後の練習中にACLを断裂し、シーズン中の復帰は不可能となった。

#### 2024年シーズン
左膝を負傷して後半の6試合を欠場し、2025年1月に手術を受けた。